# Diecezja Benguela
Diecezja Benguela (łac. Diœcesis Benguelensis) – diecezja rzymskokatolicka w Angoli. Erygowana została 6 czerwca 1970.

## Główne świątynie
- Katedra: Katedra Matki Boskiej Fatimskiej w Bengueli

## Biskupi diecezjalni
- Armando Amaral dos Santos (6 czerwca 1970 - 14 października 1973)
- Oscar Lino Lopes Fernandes Braga (20 listopada 1974 - 18 lutego 2008)
- Eugenio Dal Corso (18 lutego 2008 - 26 marca 2018)
- António Francisco Jaca (od 26 marca 2018)